# Tampines Rovers Football Club
Il Tampines Rovers Football Club è una società calcistica singaporiana che milita nella Premier League, la massima serie del campionato singaporiano di calcio.
In totale la squadra ha vinto 5 titoli nazionali, 4 Coppe di Singapore, 5 Supercoppe di Singapore e una Coppa di Lega singaporiana.

## Palmarès

### Competizioni nazionali
- Campionato singaporiano: 5

2004, 2005, 2011, 2012, 2013
- Coppa di Singapore: 4

2002, 2004, 2006, 2019
- Supercoppa di Singapore: 5  (record)

2011, 2012, 2013, 2014, 2020
- Coppa di Lega singaporiana: 1

2014

### Altri piazzamenti
- Campionato singaporiano:

Secondo posto: 2006, 2009, 2010, 2015, 2016, 2017, 2019, 2020, 2024-2025
- Coppa di Singapore:

Finalista: 2025

## Organico

### Rosa 2020
Aggiornata al 6 ottobre 2020.
| N. |                       | Ruolo | Calciatore              |
| -- | --------------------- | ----- | ----------------------- |
| 1  | Singapore (bandiera)  | P     | Zulfairuuz Rudy         |
| 2  | Singapore (bandiera)  | D     | Shannon Stephen         |
| 3  | Singapore (bandiera)  | D     | Ryaan Sanizal           |
| 4  | Singapore (bandiera)  | C     | Huzaifah Aziz           |
| 5  | Singapore (bandiera)  | D     | Amirul Adli             |
| 6  | Singapore (bandiera)  | D     | Madhu Mohana            |
| 7  | Singapore (bandiera)  | C     | Yasir Hanapi (capitano) |
| 8  | Giappone (bandiera)   | C     | Kyoga Nakamura          |
| 9  | Montenegro (bandiera) | A     | Boris Kopitović         |
| 10 | Canada (bandiera)     | A     | Jordan Webb             |
| 13 | Singapore (bandiera)  | A     | Taufik Suparno          |
| 14 | Singapore (bandiera)  | D     | Baihakki Khaizan        |
| 15 | Singapore (bandiera)  | C     | Shah Shahiran           |

| N. |                      | Ruolo | Calciatore          |
| -- | -------------------- | ----- | ------------------- |
| 16 | Singapore (bandiera) | D     | Daniel Bennett      |
| 17 | Singapore (bandiera) | D     | Irwan Shah          |
| 18 | Singapore (bandiera) | D     | Fathullah Rahmat    |
| 19 | Singapore (bandiera) | A     | Hairil Sufi         |
| 21 | Singapore (bandiera) | D     | Hamizan Hisham      |
| 22 | Singapore (bandiera) | D     | Syahrul Sazali      |
| 23 | Serbia (bandiera)    | C     | Zehrudin Mehmedović |
| 24 | Singapore (bandiera) | P     | Syazwan Buhari      |
| 28 | Singapore (bandiera) | A     | Fazrul Nawaz        |
| 51 | Singapore (bandiera) | C     | Haziq Mikhail       |
| 52 | Singapore (bandiera) | A     | Shagir Firaf        |
| 54 | Singapore (bandiera) | D     | Andrew Aw           |
| 55 | Singapore (bandiera) | P     | Danial Iliya        |
| 56 | Singapore (bandiera) | A     | Danish Siregar      |